# Rudolf Häring

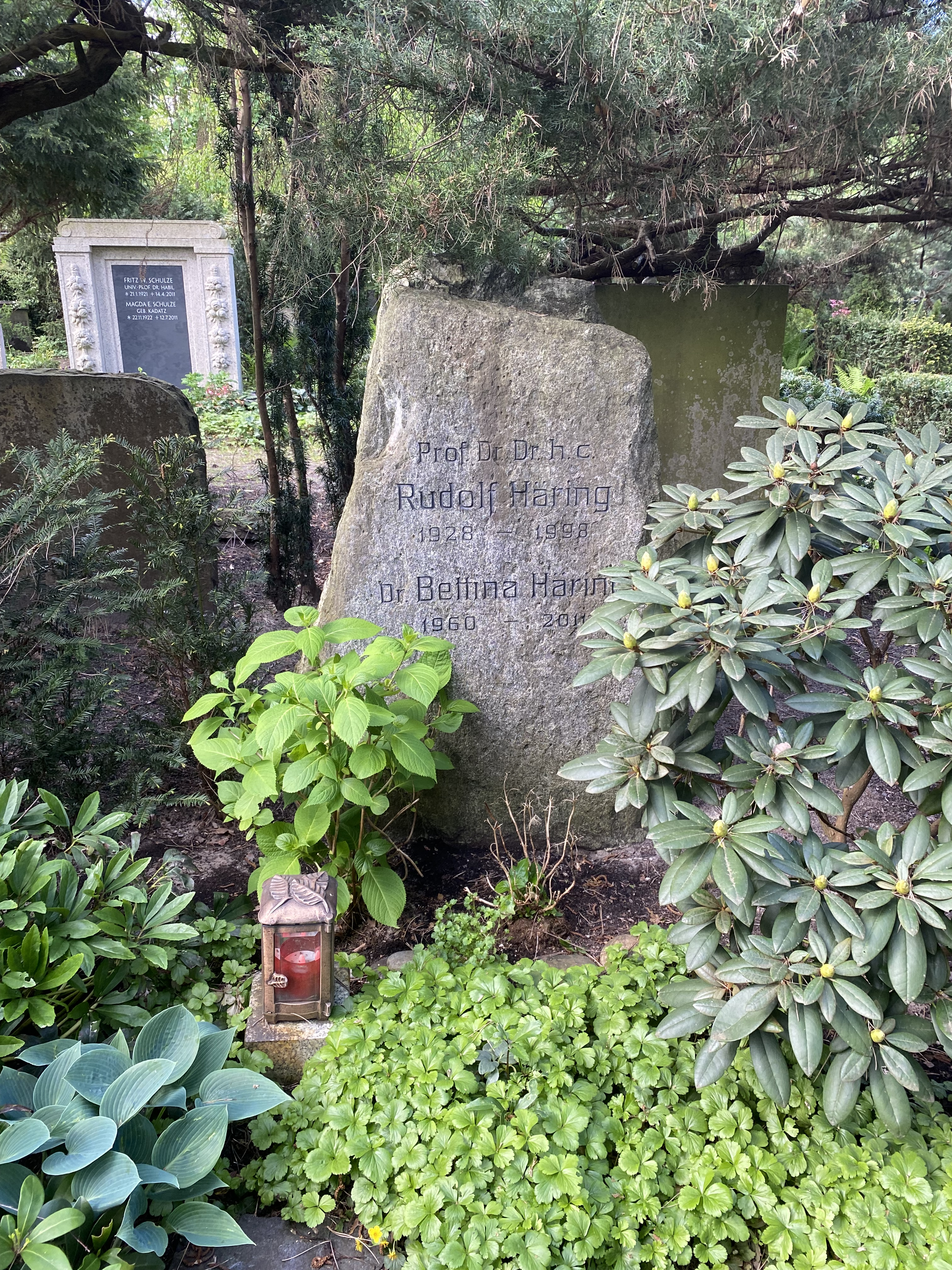
Grabstätte auf dem Waldfriedhof Dahlem

Rudolf Häring (* 3. November 1928; † 30. November 1998 in Berlin) war ein deutscher Chirurg mit Wirkungsort Berlin.

## Leben
Rudolf Häring war von 1962 bis 1994 an der Freien Universität Berlin tätig, wo er als ordentlicher Professor für Chirurgie am Klinikum Benjamin Franklin wirkte.  Ab 1979 war er Direktor der Chirurgischen Klinik am Universitätsklinikum Benjamin Franklin. Häring war seit 1971 Mitglied der Deutschen Gesellschaft für Chirurgie, deren Präsident er in der  Amtsperiode 1989/1990 war.
1993 wurde Häring die Ehrendoktorwürde der Medizinischen Fakultät der Humboldt-Universität zu Berlin verliehen, 1994 erhielt er den Förderpreis der Fresenius-Stiftung für seine Verdienste um die ärztliche Fortbildung und die Kongreßgestaltung.
Die Grabstätte Rudolf Härings liegt auf dem Waldfriedhof Dahlem (Feld 011-244).

## Publikationen (Auswahl)
- Verschiedene Techniken der Milzautotransplantation: eine vergleichende tierexperimentelle Studie. 1986.
- mit Hermann Franke: Gastrektomie und Kardiaresektion beim Magenkarzinom. Thieme, Stuttgart 1970. DNB 456856021
- Tierexperimentelle Untersuchungen zum Ersatz der chirurgischen Naht durch Klebstoff. 1966.